# Observatori Unió
L'Observatori Unió (anglès: Union Observatory) és un antic observatori astronòmic situat a Johannesburg, Sud-àfrica, que va mantenir la seva activitat des de la seva fundació en 1903 fins a 1971. Figura a la Llista de Codis d'Observatoris del Minor Planet Center amb el codi 078.

## Història
L'observatori va tenir diversos noms seguint l'evolució política del país. Va ser fundat en 1903 amb el nom de Departament Meteorològic de Transvaal (Transvaal Meteorological Department). En 1909 va ser canviat a Observatori de Transvaal (Transvaal Observatory) i amb prou feines tres anys després a Observatori Unió que és el que ha dut durant més temps i pel qual és més conegut. Finalment en 1961 va ser canviat a Observatori Republic (Republic Observatory) fins a 1971.
Fins al 1910 la principal tasca de l'observatori va ser meteorològica amb una petita part del seu temps dedicat a l'astronomia. En 1907 es va instal·lar el primer telescopi, un refractor de 23 cm d'obertura, posteriorment anomenat Telescopi Reunert. En 1923 es va arribar a un acord amb l'Observatori de Leiden, Països Baixos per a l'intercanvi de materials i investigadors. Nombrosos astrònoms neerlandesos es van instal·lar a Sud-àfrica i eventualment, en 1954, es va erigir l'Observatori Sud de Leiden, en la localitat de Hartebeespoort, fugint de la pol·lució lumínica de Johannesburg, i tot i que encara que era virtualment autònom, depenia funcionalment de l'Observatori Unió.
A l'Observatori Unió es van desenvolupar programes d'observació d'estels binaris, catalogant-se 20.000 i descobrint-se 6.000 d'aquest tipus d'estels. Així mateix es van descobrir fins a 1938 gairebé 600 asteroides. El fet més recordat és el descobriment de Proxima Centauri, l'estel més proper al Sol, descobert pel director de l'observatori Robert Innes en 1915.
En els anys 1960 el problema de la pol·lució lumínica afectava els tres principals observatoris astronòmics de Sud-àfrica, l'Observatori Radcliffe, a Pretòria, el Reial Observatori del Cap, a Ciutat del Cap, i l'Observatori Unió, per la qual cosa les autoritats sud-africanes van determinar en 1971 fusionar les instal·lacions dels tres observatoris i traslladar-los a un nou emplaçament, en Sutherland, a la Província Septentrional del Cap, i a una seu central situada a Ciutat del Cap per formar el nou Observatori Astronòmic de Sud-àfrica, (SAAO).